# Oswald von Nell-Breuning
Pour les articles homonymes, voir von Nell et Breuning.
Oswald von Nell-Breuning (8 mars 1890 - 21 août 1991) est un théologien jésuite et un sociologue catholique allemand. 

## Biographie
Né à Trèves en Allemagne dans une famille aristocratique, Nell-Breuning est ordonné prêtre en 1921. Il est professeur au collège Stella Matutina de Feldkirch et nommé professeur d'éthique à la Faculté de philosophie et de théologie de Sankt Georgen en 1928. 
Il aide dans la rédaction de l'encyclique sociale Quadragesimo Anno (1931) du pape Pie XI, qui traite — comme Rerum Novarum de 1891, quarante ans plus tôt, d'où le nom de Quadragesimo Anno — la « question sociale » et développe le principe de la subsidiarité. 
Nell-Breuning n'est pas autorisé à publier de 1936 jusqu'à la fin de l'Allemagne nazie en 1945.
Il jette les bases essentielles de l'enseignement social catholique par ses travaux et a marqué son développement pendant des décennies. Il a soutenu de multiples manières la transposition politique de ses trois principes de personnalité, solidarité, subsidiarité comme bases d'une « société sociale ». Les thèmes centraux dans ses 1700 publications sont les relations entre le travail et le capital, l'importance des syndicats, la question de la cogestion et de l'argumentation par rapport au marxisme.

## Publications germanophones
| - Grundzüge der Börsenmoral, 1928 - Die soziale Enzyklika, 1932 - Zur christlichen Gesellschaftslehre. Herder, 1947 (zus. mit Hermann Sacher) - Einzelmensch und Gesellschaft, 1950 - Wirtschaft und Gesellschaft heute, 3 Bände (1956-60) - Kapitalismus und gerechter Lohn, 1960 - Baugesetze der Gesellschaft, 1968 - Grundsätzliches zur Politik, 1975 - Soziallehre der Kirche, 1977 - Soziale Sicherheit?, 1979 - Gerechtigkeit und Freiheit. Grundzüge katholischer Soziallehre, 1980 - Arbeit vor Kapital, 1983 - Arbeitet der Mensch zuviel?, 1985 - Unsere Verantwortung. Für eine solidarische Gesellschaft, 1987 | - (Principes fondamentaux de la morale de bourse) - (Les encycliques) - (La sociologie chrétienne. ) - (Homme particulier et société) - (Économie et société aujourd'hui) - (Capitalisme et salaire juste) - (Lois de construction de la société) - (Fondamental à la politique) - (Enseignement social de l'église) - (Sécurité sociale) - (Justice et liberté. Principes fondamentaux d'enseignement social catholique) - (Travail avant capital) - (L'homme travaille-t-il trop) - (Notre responsabilité. Pour une société solidaire) |